# Xinlong
Xinlong (en chino, 新龙; pinyin, Xīnlóng) también conocida por su nombre tibetano Nyagrong (en tibetano: ཉག་རོང, wylie: nyag rong, ZWPY: Nyagrong) es un condado bajo la administración directa de la Prefectura Garze. Se ubica al oeste de la provincia de Sichuan, en el corazón geográfico de la República Popular China. Su área es de 9262 km² y su población total para 2010 superó los 50 mil habitantes,

## Administración
El condado de Xinlong se divide en 16 pueblos que se administran en 6 poblados y 10 villas.

## Toponimia
En 1951, el condado pasó a llamarse Xinlong porque su terreno se asemeja a la cabeza de un dragón. Xinlong significa "dragón nuevo", y le dio al condado el significado de "dragón que renace". Mientras su nombre tibetano Nyag rong significa 'valle del Ya(long)'.

## Clima
| Parámetros climáticos promedio de Xinlong (1981−2010) | Parámetros climáticos promedio de Xinlong (1981−2010) | Parámetros climáticos promedio de Xinlong (1981−2010) | Parámetros climáticos promedio de Xinlong (1981−2010) | Parámetros climáticos promedio de Xinlong (1981−2010) | Parámetros climáticos promedio de Xinlong (1981−2010) | Parámetros climáticos promedio de Xinlong (1981−2010) | Parámetros climáticos promedio de Xinlong (1981−2010) | Parámetros climáticos promedio de Xinlong (1981−2010) | Parámetros climáticos promedio de Xinlong (1981−2010) | Parámetros climáticos promedio de Xinlong (1981−2010) | Parámetros climáticos promedio de Xinlong (1981−2010) | Parámetros climáticos promedio de Xinlong (1981−2010) | Parámetros climáticos promedio de Xinlong (1981−2010) |
| Mes                                                   | Ene.                                                  | Feb.                                                  | Mar.                                                  | Abr.                                                  | May.                                                  | Jun.                                                  | Jul.                                                  | Ago.                                                  | Sep.                                                  | Oct.                                                  | Nov.                                                  | Dic.                                                  | Anual                                                 |
| ----------------------------------------------------- | ----------------------------------------------------- | ----------------------------------------------------- | ----------------------------------------------------- | ----------------------------------------------------- | ----------------------------------------------------- | ----------------------------------------------------- | ----------------------------------------------------- | ----------------------------------------------------- | ----------------------------------------------------- | ----------------------------------------------------- | ----------------------------------------------------- | ----------------------------------------------------- | ----------------------------------------------------- |
| Temp. máx. abs. (°C)                                  | 24.1                                                  | 23.5                                                  | 29.1                                                  | 30.2                                                  | 32.5                                                  | 33.6                                                  | 33.2                                                  | 33.0                                                  | 32.2                                                  | 28.5                                                  | 24.2                                                  | 21.4                                                  | '                                                     |
| Temp. máx. media (°C)                                 | 10.2                                                  | 12.2                                                  | 15.1                                                  | 18.3                                                  | 22.1                                                  | 23.4                                                  | 23.7                                                  | 23.6                                                  | 21.6                                                  | 18.6                                                  | 14.1                                                  | 10.5                                                  | 17.8                                                  |
| Temp. media (°C)                                      | -1.3                                                  | 1.5                                                   | 4.9                                                   | 8.4                                                   | 12.2                                                  | 14.5                                                  | 15.2                                                  | 14.7                                                  | 12.4                                                  | 8.3                                                   | 2.7                                                   | -1.3                                                  | 7.7                                                   |
| Temp. mín. media (°C)                                 | -10.1                                                 | -7.2                                                  | -3.0                                                  | 1.0                                                   | 4.9                                                   | 8.8                                                   | 10.1                                                  | 9.6                                                   | 7.2                                                   | 1.6                                                   | -5.1                                                  | -9.8                                                  | 0.7                                                   |
| Temp. mín. abs. (°C)                                  | -19.0                                                 | -16.0                                                 | -13.8                                                 | -7.5                                                  | -4.2                                                  | 0.3                                                   | 3.0                                                   | 1.9                                                   | -1.6                                                  | -6.7                                                  | -13.3                                                 | -19.2                                                 | '                                                     |
| Precipitación total (mm)                              | 1.2                                                   | 2.8                                                   | 10.9                                                  | 26.1                                                  | 57.4                                                  | 132.0                                                 | 134.4                                                 | 126.8                                                 | 107.2                                                 | 32.3                                                  | 4.3                                                   | 1.0                                                   | 636.4                                                 |
| Humedad relativa (%)                                  | 37                                                    | 37                                                    | 44                                                    | 51                                                    | 56                                                    | 68                                                    | 73                                                    | 73                                                    | 74                                                    | 65                                                    | 49                                                    | 41                                                    | 55.7                                                  |
| Fuente: China Meteorological Data Service Center      |                                                       |                                                       |                                                       |                                                       |                                                       |                                                       |                                                       |                                                       |                                                       |                                                       |                                                       |                                                       |                                                       |